# Polinomi homogeni
Un polinomi homogeni, també anomenat forma algebraica o senzillament forma, és un polinomi que es pot expressar com a suma de monomis del mateix grau. Per exemple, 
x⁵ − 3x²y3 + 7xy4
és un polinomi homogeni de grau 5 en dues variables x, y.
En canvi, el polinomi
x⁶ + 8y7
no és homogeni perquè el primer monomi de la suma té grau 6 i el segon té grau 7.
Un polinomi homogeni de grau 0 és simplement un escalar. Un polinomi homogeni de grau 1 o forma lineal s'identifica amb un covector. Els polinomis homogenis de grau 2 o formes quadràtiques es poden identificar amb les matrius simètriques. Similarment, els polinomis homogenis de grau k més gran es poden identificar amb k-tensors simètrics.